# Erica rupicola
Erica rupicola är en ljungväxtart som beskrevs av Johann Friedrich Klotzsch. Erica rupicola ingår i släktet klockljungssläktet, och familjen ljungväxter. Inga underarter finns listade i Catalogue of Life.